# Phragmatobia chosensis
Phragmatobia chosensis är en fjärilsart som beskrevs av Felix Bryk 1948. Phragmatobia chosensis ingår i släktet Phragmatobia och familjen björnspinnare. Inga underarter finns listade i Catalogue of Life.